# 間接熱量測量法

间接熱量測量法。自主呼吸的受試者，使用頂罩（Canopy hood）以稀釋法測量氧氣攝入與二氧化碳產生量，再以間接熱量測量儀估計消耗的能量。

間接熱量測量法（indirect calorimetry）是藉由測量生物體之二氧化碳和含氮廢物（一般而言，水生生物是氨，陸地生物是尿素）的產生量，或是藉由測量生物體消耗的氧氣，計算生物體產生的熱量。測量時，間接熱量儀測量氣體交換（休息和穩定運動期間的氧氣消耗量和二氧化碳產生量），估計體內受質利用與能量代謝的形式與速率。這種技術提供了重要的資料，而且是非侵入性的，可以與其他方法合併使用，用於營養同化、產熱、運動的能量學，和代謝疾病的發病機制等許多方面的研究。 

## 理論背景
測量氧氣消耗量與二氧化碳產量，假設所有氧氣都用于氧化燃料，收集了所生成的所有CO 2，就可以計算產生的能量總量。「能量生產」是指將氧氣和營養物質的化學能，轉化為ATP的化學能，以及氧化過程中損失的一些能量。 
呼吸間接熱量儀（respiratory indirect calorimetry）是非侵入性而準確的代谢率測量方法，誤差小於1%。 
其結果再現性高，被視為是標準方法，可以估計BEE和REE，以及身體所代謝的主要營養物。其原理是藉由測量某段時間內氧氣的消耗量與二氧化碳的產生量，間接估計主要營養物質氧化所產生的熱量。 热量计有一个气体收集器，與受試者呼吸道連接，經過單向閥門收集與測量受試者每分鐘吸入的氧氣與吐出的二氧化碳的量與濃度。之後依據威耳公式（Weir formula）計算休息狀態能量消耗量（REE），經由電腦計算顯示結果。 
威耳公式如下：
代謝率（千卡／日） = 1440 (3.94 VO2 + 1.11 VCO2)
- VO2 ：每分鐘氧氣消耗量
- VCO2 ：每分鐘二氧化碳產生量

另一个公式是： 
{\displaystyle M=VO_{2}\left({\frac {RQ-0.7}{0.3}}e_{c}+{\frac {1-RQ}{0.3}}e_{f}\right)}
- RQ：呼吸商（生成的二氧化碳體積與消耗的氧氣體積之比率）
- {\displaystyle e_{c}}是21.13千焦耳（5.05千卡） ：使用一公升氧氣氧化醣類之反應所產生的熱量
- {\displaystyle e_{f}}是19.62千焦耳（4.69千卡） ：也就是使用一公升氧氣氧化脂肪的反應所產生的熱量。

其所得結果在呼吸商=1時（僅燃燒醣類）與威耳公式相同，在呼吸商=0.7時（僅燃燒脂肪）幾乎與威耳公式相同。

## 历史
安托万·拉瓦锡(Antoine Lavoisier) 在 1780 年提出，可以使用多變數回歸法，從耗氧量估計產生的熱量。但到1900年左右才將間接熱量測量法應用於動物的熱力學。 直到最近的二、三十年，随着全肠外营养、跨團隊營養醫療、小型、可靠、相对便宜的熱量儀的出現，間接熱量測量法才得到廣泛的應用。 

## 測量方法
- 道格拉斯袋：受試者呼出的氣體收集於可伸縮的密封袋中。 [10]之後分析收集的气体的体积和成分。
- 頂罩（Canopy）：基本原理是稀釋法，也是臨床營養學上測量休息態能量消耗量的標準技術。 [4]測試需時數分鐘，受試者舒適地平躺，頭部置於透明罩中，該罩連接到一可調節通氣量的氣體幫浦。受試者呼出的氣體被新鲜空氣稀釋後，將混合的氣體以儀器分析。由於已知通氣量，藉由測量新鮮空氣與稀釋氣體中的氧氣與二氧化碳的分率，可計算出氧氣消耗率與二氧化碳產生率，再換算成休息態能量消耗量。 [11]
- 面罩（逐次呼吸）：受試者戴上面罩，面罩連接渦輪式流量計，測量受試者呼出和吸入的气体，以及受試者每分鐘換氣量。同时氣體樣品传送到分析仪，可計算出氧氣消耗量二氧化碳產生量，換算成能量消耗量。
- 經由呼吸器的測量（適用於加護病房）：對於氣管內插管使用呼吸器的病人，可將氣管內管接上特殊轉接頭，測量吸入／呼出的氧氣與二氧化碳量，換算成能量消耗量。

## 应用
從间接熱量測量法可以得知：
- 休息狀態能量消耗量：可了解受試者的能量消耗量或24小時的熱量需求。
- 呼吸商：藉此推測受試者的營養素使用情形。

間接熱量測量法的研究結果，讓我們了解了對於傷害的過度代謝反應，以及針對不同的疾病狀態與器官衰竭的情形，設計能被有效吸收的營養治療方案，影響了內科學與外科學的醫療，包括特殊病房的溫度調整，以及病人脫離呼吸器的過程。